# Vas vármegyei 2. sz. országgyűlési egyéni választókerület
A Vas vármegyei 2. sz. országgyűlési egyéni választókerület egyike annak a 106 választókerületnek, amelyre a 2011. évi CCIII. törvény Magyarország területét felosztja, és amelyben a választópolgárok egy-egy országgyűlési képviselőt választhatnak. A választókerület nevének szabványos rövidítése: Vas 02. OEVK. Székhelye: Sárvár

## Területe
A választókerület az alábbi településeket foglalja magába:
1. Acsád
2. Bozzai
3. Bozsok
4. Bő
5. Bögöt
6. Bük
7. Cák
8. Celldömölk
9. Chernelházadamonya
10. Csánig
11. Csénye
12. Csepreg
13. Csönge
14. Gencsapáti
15. Gór
16. Gyöngyösfalu
17. Hegyfalu
18. Horvátzsidány
19. Iklanberény
20. Jákfa
21. Kemenesmagasi
22. Kemenesmihályfa
23. Kemenessömjén
24. Kemenesszentmárton
25. Kenyeri
26. Kiszsidány
27. Kőszeg
28. Kőszegdoroszló
29. Kőszegpaty
30. Kőszegszerdahely
31. Lócs
32. Lukácsháza
33. Mersevát
34. Mesterháza
35. Mesteri
36. Meszlen
37. Nagygeresd
38. Nagysimonyi
39. Nemesbőd
40. Nemescsó
41. Nemesládony
42. Nick
43. Ólmod
44. Ostffyasszonyfa
45. Ölbő
46. Pápoc
47. Perenye
48. Peresznye
49. Porpác
50. Pósfa
51. Pusztacsó
52. Rábapaty
53. Répcelak
54. Répceszentgyörgy
55. Sajtoskál
56. Salköveskút
57. Sárvár
58. Simaság
59. Sitke
60. Söpte
61. Szeleste
62. Szergény
63. Tokorcs
64. Tompaládony
65. Tormásliget
66. Tömörd
67. Uraiújfalu
68. Vámoscsalád
69. Vasasszonyfa
70. Vasegerszeg
71. Vassurány
72. Vasszilvágy
73. Vát
74. Velem
75. Vép
76. Vönöck
77. Zsédeny

## Országgyűlési képviselője
| Név       | Párt                                         | Párt        | Terminus | Megjegyzés                                   |
| --------- | -------------------------------------------- | ----------- | -------- | -------------------------------------------- |
| Ágh Péter |                                              | Fidesz-KDNP | 2014 –   | A 2014-es országgyűlési választás eredménye: |
| Ágh Péter | A 2018-as országgyűlési választás eredménye: | Fidesz-KDNP | 2014 –   |                                              |
| Ágh Péter | A 2022-es országgyűlési választás eredménye: | Fidesz-KDNP | 2014 –   |                                              |

## Demográfiai profilja
| Iskolai végzettség                | Iskolai végzettség               | Iskolai végzettség | Iskolai végzettség | Iskolai végzettség |
| --------------------------------- | -------------------------------- | ------------------ | ------------------ | ------------------ |
|                                   |                                  |                    |                    | fő                 |
| Általános iskolát nem végezte el  | Általános iskolát nem végezte el |                    | 879                | 879                |
| Általános iskola                  | Általános iskola                 |                    | 13125              | 13125              |
| Szakmunkás                        | Szakmunkás                       |                    | 19626              | 19626              |
| Érettségi                         | Érettségi                        |                    | 24219              | 24219              |
| Diploma                           | Diploma                          |                    | 11560              | 11560              |
| A 2022. évi népszámlálás szerint. |                                  |                    |                    |                    |

A Vas vármegyei 2. sz. választókerület lakónépessége 2022. október 1-jén 83 078 fő volt. A 2011-es és a 2022-es népszámlálás között 2780 fővel csökkent a választókerület lakosság száma. A választókerületben a korösszetétel alapján a legtöbben a középkorúak élnek 31 351 fővel, míg a legkevesebben a gyermekek 13 669 fővel. A választókerület lakosságának a 82,3%-nál van internet elérési lehetőség.
A legmagasabb befejezett iskolai végzettség szerint az érettségi végzettséggel rendelkezők élnek a legtöbben 24 219 fő, utánuk a következő nagy csoport a szakmunkások 19 626 fővel.
Gazdasági aktivitás szerint a lakosság közel fele foglalkoztatott 42 421 fő, második legjelentősebb csoport az inaktív keresők, akik főleg nyugdíjasok 20 892 fővel.
A választókerület legjelentősebb nemzetiségi csoportja a német 1616 fő, illetve a horvát 818 fő. Magyar állampolgársággal nem rendelkező külföldi állampolgárok aránya 2,6%.
Vallási összetétel szerint a választókerületben lakók legnagyobb vallása a római katolikus (32 053 fő), valamint jelentős közösség még az evangélikusok (6736 fő). A vallási közösséghez nem tartozók száma szintén jelentős (3449 fő), a választókerületben a harmadik legnagyobb csoport a római katolikus és az evangélikus vallás után.

## Országgyűlési választások

### 2014
A 2014-es országgyűlési választáson az alábbi jelöltek indultak:

### 2018
A 2018-as országgyűlési választáson az alábbi jelöltek indultak: